# Agata del guerriero di Pilo
L'Agata del guerriero di Pilo è un antico sigillo in pietra greca dell'era micenea, probabilmente fabbricata nella tarda era minoica. Raffigura un guerriero impegnato in un combattimento corpo a corpo. Fu scoperto nella tomba del guerriero del Grifone vicino al Palazzo di Nestore a Pilo ed è datato intorno al 1450 a.C. Il sigillo è diventato noto come agata del guerriero di Pilo per la feroce battaglia corpo a corpo che ritrae.
Il sigillo è noto per la sua incisione eccezionalmente fine ed elaborata e considerato "l'unica migliore opera d'arte glittica mai recuperata dall'età del bronzo dell'Egeo". a causa della sua somiglianza con opere d'arte dell'era classica che sarebbero emerse un millennio dopo.

## Antefatti
L'agata del guerriero di Pilo è stato scoperta da un team archeologico dell'Università di Cincinnati diretto da Sharon Stocker e Jack L. Davis nella tomba del guerriero del Grifone vicino alla moderna Pilo. È costituita da una pietra focai amigdaloide (a forma di mandorla) di agata fasciata, con calotte dorate, misura 3,6 cm di lunghezza e fu trovata accanto a quattro anelli con sigillo d'oro.
Sebbene il sito sia stato scoperto nel 2015, l'agata, ricoperta di pietra calcarea, non sarebbe stata rivelata fino al 2017 in quanto altri reperti del sito sono stati pubblicati per primi. Successivamente l'agata è stata sottoposta a conservazione e studio per un anno. Prima della conservazione si riteneva che la pietra fosse una perla a causa della sua piccola fattura.  Si ritiene che il sigillo sia stato creato a Creta a causa di un lungo consenso che le civiltà micenee hanno importato o rubato la ricchezza dalla Creta minoica. Il fatto che la pietra sia stata trovata in una tomba micenea nella Grecia continentale è indicativo di uno scambio culturale tra le civiltà minoica e micenea.

## L'oggetto
Il sigillo raffigura un guerriero che, avendo già sconfitto un avversario disteso ai suoi piedi sta gettando la sua spada nel collo esposto di un altro nemico con uno scudo "a forma di otto", mentre allo stesso tempo afferra la cresta dell'elmo dell'uomo. La scena ricorda in modo sorprendente quella del sigillo d'oro del cuscino nel sepolcro III nel Circolo A di Micene (ed è simile ad altri sigilli della tarda età del bronzo, come la sigla d'oro "Battaglia di Glen" dal sepolcro IV a Micene). Si ritiene che entrambi gli oggetti siano stati modellati su un prototipo, forse un dipinto murale, come era già stato suggerito per altre opere di arte glittica dei primi Micenei;  questa visione è in parte condivisa dagli scopritori, che altrimenti vedono un parallelo intenzionale tra l'eroe vincente nel sigillo in pietra e la persona che fu sepolta con essa, anche in vista della corrispondenza tra le sue braccia e ornamenti (ad esempio, una collana e un sigillo in pietra) e oggetti che si trovano anche nella tomba, vicino al corpo.

## Impatto
Nel 2016 il Ministero della Cultura Greca ha definito questo scavo la scoperta più significativa della Grecia continentale negli ultimi 65 anni. [2] La piccola scala dei dettagli intricati ha sollevato interrogativi sulla capacità delle antiche civiltà greche di creare un tale oggetto; alcuni archeologi ritengono che dettagli così minuti possano essere stati creati solo con l'aiuto di una lente d'ingrandimento, anche se sull'isola di Creta non è stato trovato niente risalente al periodo della pietra.
Il suo co-scopritore Jack Davis si riferisce al manufatto come "incomprensibilmente piccolo", osservando che le opere d'arte con altrettanti dettagli non sarebbero state viste "per altri mille anni". Ha anche aggiunto: "Sembra che i minoici stessero producendo arte del tipo che nessuno avrebbe mai immaginato di essere in grado di produrre. È una scoperta spettacolare." I ricercatori hanno affermato che questa scoperta mette in discussione consensi già affermati in merito allo sviluppo artistico della civiltà minoica. I ricercatori dell'agata affermano che questa scoperta richiede una rivalutazione della linea temporale su cui l'arte greca si è sviluppata. Sebbene datato come appartenente all'età del bronzo dell'Egeo, Davis osserva che assomiglia di più all'arte del periodo classico, che si sviluppò un millennio dopo, a causa dell'ampiezza delle conoscenze anatomiche incarnate nelle incisioni della pietra.